# Кар'єра (фільм, 1998)
Кар'єра (англ. Ivory Tower) — американський фільм 1998 року.

## Сюжет
Доля підносить молодому комп'ютерному спеціалісту Ентоні Дейтоні чудовий шанс злетіти по службових сходах і зробити кар'єру. Проект, над яким він трудиться, може зробити революцію у світі програмного забезпечення. Але комп'ютерна індустрія — жорстокий бізнес, поглинаючий цілком. Перед Ентоні встає серйозний вибір між роботою і улюбленою дівчиною. Пристрасть, ненависть і зрада закручуються у вихорі змінюють один одного подій, преподносящих необмежені можливості і позбавляють права вибору.

## У ролях
- Джек Янда — Ахмад
- Патрік Ван Хорн — Ентоні Дейтона
- Джеймс Вайлдер — Джарвіс Кон
- Майкл Грін — Волтер Феліс
- Брайан Редді — Боб Мартел
- Карі Вурер — Карен Клей
- Йен Б'юкенен — Енді Паллак
- Кіт Куган — Расс Дайрсон
- Майкл Айронсайд — Маршалл Воллес
- Річард Коуді — Стівен
- Гаррет Ванг — Марк
- Джина Марі — Tammy
- Ліза Стал — Керол
- Роджер Клінтон — Тім Картридж
- Гленн Моусес — бармен
- Донна Пескоу — Бонні Бенітес
- Тайм Вінтерс — Кен Лоуренс
- Піт Пуніто — диктор телебачення